# Toma de Guadalajara (1914)
La toma de Guadalajara tuvo lugar el 6 y 8 de julio de 1914. Después de tomar la población de Tepic, Nay., el Ejército de Occidente al mando del general Álvaro Obregón, inició en los primeros días de junio de 1914, su marcha hacia Jalisco. A partir de este momento la toma de Guadalajara requería de una campaña envolvente que duró casi un mes y en la que a falta de trenes, se utilizaron más de 200 carros y 200 mulas para transportar el equipo de guerra a lo largo de más de 250 km de terreno sumamente accidentado.
El 16 de junio Obregón llegó a Ixtlán (hoy Nayarit) en tanto que el general Manuel M. Diéguez, nombrado por Carranza gobernador y comandante militar de Jalisco, entraba a Etzatlán en donde estableció su gobierno. Las fuerzas de Diéguez al mando del coronel Trujillo, continuaron avanzando hasta las cercanías de Zacoalco, logrando cortar las comunicaciones entre Guadalajara y Colima. Cuando Obregón estaba por reiniciar su marcha, se le presentó el geenral Julián Medina Castillo quien tenía más de un año operando de manen independiente.
El día 24 de junio Obregón se reunió con Diéguez en Etzatlán, donde lo estaba esperando. Allí se enteraron de que una columna de 12 mil huertistas había salido de Guadalajara a combatirlos.
El día 26 Obregón agrupó sus fuerzas en Ahualulco, realizó un intenso reconocimiento del terreno y ante la inmovilidad de las fuerzas federales, ordenó que las suyas ocuparan posiciones tácticas y ventajosas; después envió al coronel Trujillo a provocar al enemigo y de inmediato a que se replegara para envolverlos, pero Medina, actuando por su cuenta, intentó destruir un puente en la retaguardia enemiga, dando lugar a que los huertistas retrocedieran y acamparan en Orendáin. Obregón reprochó fuertemente a Julián Medina su imprudencia.
Ante las posibilidades de que el enemigo recibiera refuerzos, Obregón decidió atacar de inmediato. Lucio Blanco se despliega entre Guadalajara y Tlajomulco, y en la madrugada del 6 de julio, se ubicó entre la Ex Hacienda del castillo en el salto de Juanacatlan y La Capilla, al oriente de Guadalajara, amagando a la ciudad. Por su parte Diéguez atravesó el extremo oriente de la Sierra de Tequila hasta Amatitán, ocupando ese mismo día los cerros de La Venta, al sur de Orendáin, y atacó de inmediato con el fin de partir en dos la columna huertista. Los federales respondieron con furia. Obregón acompañado de Buelna y Benjamín Hill contraatacó la retaguardia enemiga; hacia las 10 de la mañana del día siguiente, los federales abandonaban el campo de batalla en absoluta dispersión.
Obregón ordenó a sus tropas que se dirigieran a Guadalajara para evitar que los federales pudieran reunirse con las tropas acuarteladas en la ciudad, donde el pánico se había apoderado de los soldados huertistas que buscaban huir a toda costa. Antes de abandonar Guadalajara, el general Mier ordenó asaltar el Banco de Jalisco, de donde sacó más de un millón de pesos en billetes y barras de oro y plata que repartió entre jefes y soldados huertistas, conservando la mayor parte para sí mismo. En medio de un total desorden, en la madrugada del 8 de julio, la columna huertista abandonó Guadalajara buscando llegar a la ciudad de México, pero Lucio Blanco y Enrique Estrada los esperaban en la Ex hacienda del castillo donde se enfrentaron y se dieron tres choques de su caballería con el ala derecha de los constitucionalistas, donde el general Mier perdió la vida, noticia que al llegar a sus tropas hizo que se rindieran y fueran derrotados de manera definitiva. En esta batalla murió el general huertista José María Mier. Simultáneamente a este combate, Obregón y Diéguez hacían su entrada a Guadalajara.
7 de julio de 1914 Batalla de Orendáin, Jalisco.
Los ejércitos revolucionarios en el norte de la república, comandados por don Venustiano Carranza, en su avance hacia la capital del país necesitaban abrirse paso por las ciudades que están bajo control del gobierno presidido por el General Victoriano Huerta. Guadalajara, capital del estado de Jalisco, era una plaza importante que estaba ocupada por las tropas federales, por lo que era necesario para los revolucionarios tomarla.
Carranza había ordenado al general Álvaro Obregón que se encargara de tomar este sitio para la causa revolucionaria y a la vez para poder seguir avanzando hacia el centro de la república. Obregón llegó a las inmediaciones de Guadalajara en junio de 1914 comandando al Ejército del Noroeste el cual contaba con una fuerza de 14,000 hombres así como 8 piezas de artillería; en Ahualulco ya se encontraban las divisiones de caballería al mando de los generales Lucio Blanco, Ramón Sosa, Manuel M. Diéguez, Benjamín Hill, Rafael Buelna y otros jefes militares.
Por su parte en la ciudad de Guadalajara, las tropas federales se encontraban bajo el mando del general José María Mier, jefe de la División de Occidente, quien contaba con aproximadamente 5,000 hombres y 4 piezas de artillería; la mayoría de estas fuerzas estaban acampadas en los llanos de Orendáin, bajo el mando del General Miguel Bernard, así como en el poblado de la Vega y en la misma ciudad de Guadalajara. Obregón había ordenado desplegar su fuerza en los alrededores de Hualulco; se enteró de que las tropas federales al mando del general Bernard, se dirigía a resguardar un puente de ferrocarril que trataba de ser destruido por los revolucionarios en los llanos de Orendaín por lo que decidió atacar en este sitio a las tropas federales.
Ordenó que se destruyera la vía del Sureste de Guadalajara y por este sitio amagar a la ciudad, asimismo se ordenó que se atacara a los efectivos federales que se encontraban en la estación de la Venta. Los Generales Hill y Cabral se habían quedado con Obregón, los cuales atacarían al enemigo en cuanto al General Diéguez iniciara a combatir, el día 6 de julio Blanco y Diéguez habían cortado la retaguardia de los federales, apoderándose de unos cerros vecinos.
Ya con todos los puntos debidamente cubiertos y cada uno de los generales con su objetivo determinado, se produjo el asalto del grueso de las tropas que se encontraban en Orendáin, a las doce de la noche se inició el avance de los revolucionarios a pesar de la desesperada resistencia federal, Obregón emplazó dos de sus cañones e hizo fuego sobre los trenes, que no tardaron en ser abandonados por los hombres del general Bernard. Cuando amaneció el día 7 de julio de 1914 ya la batalla estaba decidida, el ejército federal que había salido para detener el avance de Obregón fracasó completamente, al grado que sus sobrevivientes tuvieron que huír en un desesperado intento por salvar sus vidas.
Al día siguiente Álvaro Obregón entraría triunfante a la ciudad de Guadalajara. Las bajas de los federales fueron de aproximadamente 2,000 hombres contra 300 de las fuerzas revolucionarias, asimismo en esta batalla se habían obtenido 20 trenes y 40 locomotoras, 5,000 fusiles y cerca de medio millón de pesos.
Esta victoria fue un eslabón mas en la cadena de derrotas que sufrió el ejército federal, pues además de haber hecho que desapareciera el Cuerpo de Ejército de Occidente, le abrió las puertas del centro del país, al ejército revolucionario comandado por Carranza, cuyo objetivo principal era la ciudad de México.